# Jakob Henning Lallerstedt
Jakob Henning Lallerstedt, född 16 april 1848 i Vadstena, död 27 juni 1905 på Kägleholm, var en svensk godsägare, brukspatron, politiker och industriman.

## Biografi
Jakob Henning Lallerstedt var son till krigskommissarien Erik Gustaf Lallerstedt och Clara Carolina Weijdling. Han var elev vid Karlstads högre allmänna läroverk 1862–1863, genomgick senare Chalmerska institutet och utexaminerades år 1870 från Alnarps lantbruksinstitut, numera Sveriges lantbruksuniversitet. Lallerstedt axlade förehavandena som godsägare år 1867 av sin svärfar på Kägleholm efter att han hade köpt godset av sin blivande svärmor Lotten Tersmeden. Lallerstedt var under 30 år ordförande i Ödeby sockens kommunalstämma och nämnd. Ordförande i Glanshammars härads allmänningsstyrelse, liksom ledamot av kyrko- och skolrådet i Ödeby. Han var vidare ordförande i brandstodsnämnden.
Lallerstedt grundade i februari 1889 Frövi Fabriks AB, numera Billeruds Korsnäs, tillsammans med August Tersmeden, Henrik Gahn, Carl Hildebrandt och J. W. Olsson. Lallerstedt var delaktig i dokumenteringen av floran i Närke och Västergötland, där han bidrog i arbetet med Den högre epifyt-vegetationen i Sverige från 1894. Därutöver var han ledamot av Svenska Sällskapet för Antropologi och Geografi.
Lallerstedt gifte sig år 1872 med Carolina Charlotta Augusta von Düben, dotter till Viktor von Düben och Lotten Tersmeden. Makarna var bosatta på Kägleholms herrgård. I äktenskapet föddes inga barn men tog sig an en fosterdotter.